# Vespamantoida
Vespamantoida (лат.) — род богомолов из семейства Mantoididae, мимикрирующих под ос.

## Распространение
Южная Америка.

## Описание
Богомолы внешне сходные с осами. Размеры относительно мелкие (длина тела около 12 мм, длина головы около 2 мм). Основная окраска от красновато-коричневой до яркой красно-оранжевой и чёрной. Передние ноги хватательные.

## Этимология
Название Vespamantoida происходит от сочетания латинского слова vespa (оса) и Mantoida, имени рода, типового для семейства Mantoididae. Этим обозначено уникальное сходство между типовым видом и осами.

## Таксономия
2 вида. Род впервые был выделен в 2019 году американскими энтомологами Gavin J. Svenson (Department of Invertebrate Zoology, Cleveland Museum of Natural History, Кливленд, Огайо, США) и Henrique M. Rodrigues (Department of Biology, Case Western Reserve University, Кливленд). В него включили один ранее описанный вид из рода Mantoida.
- Vespamantoida toulgoeti (Roy, 2010) — Французская Гвиана
  - =Mantoida toulgoeti Roy, 2010[2]
- Vespamantoida wherleyi Svenson & Rodrigues, 2019 — Перу